# Championnat du monde de hockey sur glace 2007
Navigation
Lettonie 2006 Canada 2008
Le championnat du monde de hockey sur glace 2007 s'est tenu pour la première division (groupe monde) du 27 avril au 13 mai 2007 à Moscou et Mytichtchi en Russie. C'était la 71e édition des championnats du monde, organisée par la Fédération internationale de hockey sur glace. Le Canada a gagné son 24e titre et Shane Doan, son capitaine, a été élu meilleur joueur du tournoi.
Les autres matchs des divisions I, II et III avait lieu plus tôt :
- Division I : matchs du 15 au 21 avril. Le groupe A de cette division a joué en Chine à Qiqihar alors que le groupe B a joué en Slovénie à Ljubljana.
- Division II : matchs du 11 au 17 avril 2007 à Zagreb en Croatie pour le groupe A et du 2 au 8 avril à Séoul en Corée du Sud pour le groupe B.
- Division III : matchs du 15 au 21 avril à Dundalk en Irlande.

## Groupe élite
Le groupe principal regroupe 16 équipes, divisées en 4 groupes (de A à D).
Lors du tour préliminaire, chaque équipe affronte une fois les équipes situées dans le même groupe et les trois meilleures équipes de chaque groupe sont qualifiées pour le tour qualificatif. Un système de victoire à trois points est utilisée pour les poules. Les équipes qui gagnent dans le temps règlementaire marquent directement trois points. L'équipe battue n'inscrit pas de point. Si le match est nul à l'issue du temps règlementaire, les deux équipes inscrivent automatiquement un point et celle qui gagne le match en prolongation ou à l'issue des tirs de fusillade.
Deux nouveaux groupes sont constitués : l'un rassemblant les qualifiés des groupes A et D et l'autre ceux des groupes B et C. Les équipes affrontent celles provenant d'un groupe différent, les résultats du tour préliminaire étant conservés. 
Les quatre meilleures équipes de chaque groupe de qualification (donc huit équipes) participent alors à une série éliminatoire où les groupes qualificatifs sont mélangés (en quart de finale, la première équipe de chaque groupe affronte la quatrième de l'autre groupe et de la même le deuxième d'un groupe affronte le troisième de l'autre).
Les vainqueurs avancent en demi-finales, puis les vainqueurs des demi-finales s'affrontent pour la médaille d'or, les perdants s'affrontant eux pour la médaille de bronze.
Les équipes arrivées dernières des groupes préliminaires (A, B, C et D) s'affrontent et les deux moins bonnes équipes sont reléguées en Division I.

### Phase préliminaire
Au début du tournoi, les équipes ont le droit d'avoir 23 noms dans leur effectif. À l'issue de la phase préliminaire, deux joueurs peuvent être ajouté par nations.

#### Groupe A
| Équipe   | PJ | V | VP | DP | D | BP | BC | Pts |
| -------- | -- | - | -- | -- | - | -- | -- | --- |
| Suède    | 3  | 3 | 0  | 0  | 0 | 21 | 3  | 9   |
| Suisse   | 3  | 2 | 0  | 0  | 1 | 4  | 8  | 6   |
| Italie   | 3  | 0 | 1  | 0  | 2 | 6  | 12 | 2   |
| Lettonie | 3  | 0 | 0  | 1  | 2 | 6  | 14 | 1   |

Nota : PJ = parties jouées, V = victoires, D = défaites, VP = victoire en prolongation, DP = défaite en prolongation, BP = buts pour, BC = buts contre, Pts = points
Heure locale (UTC+4)
| 28 avril 2007 | Suisse | 2-1 | Lettonie | Khodynka Arena |

| Feuille de match | Feuille de match                                            | Feuille de match | Feuille de match                           | Feuille de match |
| ---------------- | ----------------------------------------------------------- | ---------------- | ------------------------------------------ | ---------------- |
|                  | A. Wichser (S. Jeannin) 35:50 S. Jeannin (A. Wichser) 39:10 |                  | L. Darzins (A. Bērziņš , M. Redlihs) 28:25 |                  |
|                  |                                                             |                  |                                            |                  |
|                  |                                                             |                  |                                            |                  |
|                  |                                                             |                  |                                            |                  |

| 28 avril 2007 | Suède | 7-1 | Italie | Khodynka Arena |

| Feuille de match | Feuille de match | Feuille de match | Feuille de match                    | Feuille de match |
| ---------------- | --- | ---------------- | ----------------------------------- | ---------------- |
|                  | J. Davidsson (J. Hedström) 15:31 F. Emvall (J. Åkerman - D. Tärnström) 17:19 (SN) T. Mårtensson (D. Tärnström - N. Bäckström) 23:40 F. Bremberg (J. Davidsson - P. Hörnqvist) 25:17 (SN) J. Davidsson (P. Hörnqvist) 28:43 J. Hedström (D. Tärnström - F. Emvall) 29:53 P. Hållberg (F. Bremberg - J. Davidsson) 51:50 (SN) |                  | G. de Bettin (S. Margoni 03:07 (SN) |                  |
|                  | |                  |                                     |                  |
|                  | |                  |                                     |                  |
|                  | |                  |                                     |                  |

| 30 avril 2007 | Suisse | 2-1 | Italie | Khodynka Arena |

| Feuille de match | Feuille de match                                                                                   | Feuille de match | Feuille de match              | Feuille de match |
| ---------------- | -------------------------------------------------------------------------------------------------- | ---------------- | ----------------------------- | ---------------- |
|                  | G. Bezina (P. Di Pietro - R. Lemm) 15:44 (SN) I. Rüthemann (S. Blindenbacher - R. Lemm) 51:57 (SN) |                  | L. Ansoldi (F. Ramoser) 44:18 |                  |
|                  | |                  |                               |                  |
|                  | |                  |                               |                  |
|                  | |                  |                               |                  |

| 30 avril 2007 | Lettonie | 2-8 | Suède | Khodynka Arena |

| Feuille de match | Feuille de match                                                                        | Feuille de match | Feuille de match | Feuille de match |
| ---------------- | --------------------------------------------------------------------------------------- | ---------------- | --- | ---------------- |
|                  | K. Daugaviņš (H. Vasiļjevs - O. Sorokins) 41:00 (SN) A. Sirokovs (A. Macijevskis) 42:31 |                  | N. Bäckström (A. Steen - J. Jönsson) 00:29 (ES) J. Åkerman (J. Hedström) 26:28 R. Wallin (J. Åkerman - T. Mårtensson) 28:03 (SN) F. Bremberg (D. Tärnström - J. Davidsson) 38:15 M. Johansson (D. Tärnström - N. Bäckström) 43:08 P. Hörnqvist (F. Bremberg - D. Tärnström) 55:13 F. Warg (J. Jönsson) 56:30 D. Tärnström (P. Hörnqvist - J. Davidsson) 57:15 |                  |
|                  |                                                                                         |                  | |                  |
|                  |                                                                                         |                  | |                  |
|                  |                                                                                         |                  | |                  |

| 2 mai 2007 | Italie | 4-3 (pr) | Lettonie | Khodynka Arena |

| Feuille de match | Feuille de match | Feuille de match | Feuille de match | Feuille de match |
| ---------------- | --- | ---------------- | --- | ---------------- |
|                  | J. Cirone (C. Lorenzi - M. Strazzabosco) 23:03 (SN) L. Ansoldi 56:41 C. Borgatello (J. Cirone - G. Scandella) 57:41 J. Cirone (A. Signoretti) 64:10 (ES) |                  | L. Darzins (R. Lavins - O. Sorokins)14:51 (SN) K. Daugaviņš (M. Cipulis - H. Vasiļjevs) 51:43 L. Darzins (O. Sorokins - M. Redlihs) 58:09 |                  |
|                  | |                  | |                  |
|                  | |                  | |                  |
|                  | |                  | |                  |

| 2 mai 2007 | Suède | 6-0 | Suisse | Khodynka Arena |

| Feuille de match | Feuille de match | Feuille de match | Feuille de match | Feuille de match |
| ---------------- | --- | ---------------- | ---------------- | ---------------- |
|                  | M. Thörnberg (J. Jönsson - T. Mårtensson) 21:00 A. Strålman (T. Mårtensson) 23:46 (SN) P. Hörnqvist (P. Hållberg - J. Davidsson) 24:43 (SN) J. Davidsson (F. Bremberg - P. Hållberg) 27:42 J. Davidsson (T. Enström - P. Hållberg) 38:22 (SN) R. Wallin (F. Warg - J. Åkerman) 47:00 (SN) |                  |                  |                  |
|                  | |                  |                  |                  |
|                  | |                  |                  |                  |
|                  | |                  |                  |                  |

#### Groupe B
| Équipe             | PJ | V | D | N | BP | BC | Pts |
| ------------------ | -- | - | - | - | -- | -- | --- |
| République tchèque | 3  | 3 | 0 | 0 | 18 | 6  | 9   |
| États-Unis         | 3  | 2 | 1 | 0 | 14 | 7  | 6   |
| Biélorussie        | 3  | 1 | 2 | 0 | 8  | 15 | 3   |
| Autriche           | 3  | 0 | 3 | 0 | 5  | 17 | 0   |

Heure locale (GMT+4)
| 27 avril 2007 | États-Unis | 6-2 | Autriche | Mytichtchi Arena |

| Feuille de match | Feuille de match | Feuille de match | Feuille de match                                                          | Feuille de match |
| ---------------- | --- | ---------------- | ------------------------------------------------------------------------- | ---------------- |
|                  | P. Kessel (A. Hall) 01:59 T. Petersen (R. Suter) 10:22 L. Stempniak (E. Cole, P. Stastny) 17:19 (SN) C. Clark (P. Stastny, K. Ballard) 20:24 E. Cole (B. Pothier) 40:14 B. Bochenski (L. Stempniak, A. Hutchinson) 53:02 (SN) |                  | R. Divis (D. Schuller, G. Baumgartner) 14:51 T. Petersen (R. Suter) 10:22 |                  |
|                  | |                  |                                                                           |                  |
|                  | |                  |                                                                           |                  |
|                  | |                  |                                                                           |                  |

| 27 avril 2007 | Biélorussie | 2-8 | République tchèque | Mytishi Arena |

| Feuille de match | Feuille de match                                                    | Feuille de match | Feuille de match | Feuille de match |
| ---------------- | ------------------------------------------------------------------- | ---------------- | --- | ---------------- |
|                  | O. Antonenko (S. Zadelenov) 16:18 O. Antonenko (S. Zadelenov) 27:40 |                  | J. Hlinka (M. Židlický , P. Sýkora) 07:57 (SN) D. Výborný (P. Sýkora) 10:19 (SN) T. Plekanec (R. Olesz) 16:31 R. Olesz (T. Plekanec) 18:41 (IN) P. Sýkora (M. Židlický , J. Hlinka) 27:21 T. Plekanec (M. Barinka, Z. Irgl) 42:27 J. Marek (P. Čajánek) 45:13 (SN) Z. Irgl 45:28 |                  |
|                  |                                                                     |                  | |                  |
|                  |                                                                     |                  | |                  |
|                  |                                                                     |                  | |                  |

| 29 avril 2007 | République tchèque | 6-1 | Autriche | Mytichtchi Arena |

| Feuille de match | Feuille de match | Feuille de match | Feuille de match    | Feuille de match |
| ---------------- | --- | ---------------- | ------------------- | ---------------- |
|                  | P. Sýkora (J. Hlinka - M. Židlický) 03:55 (SN) J. Hlinka (D. Výborný) 10:04 P. Čáslava (M. Židlický - P. Sýkora) 31:02 (SN) M. Barinka (Z. Irgl - T. Plekanec) 44:07 J. Hlinka (M. Židlický - D. Výborný) 48:24 J. Marek (Z. Michálek - P. Čajánek) 55:07 (SN) |                  | R. Divis 37:08 (SN) |                  |
|                  | |                  |                     |                  |
|                  | |                  |                     |                  |
|                  | |                  |                     |                  |

| 29 avril 2007 | États-Unis | 5-1 | Biélorussie | Mytishi Arena |

| Feuille de match | Feuille de match | Feuille de match | Feuille de match                 | Feuille de match |
| ---------------- | --- | ---------------- | -------------------------------- | ---------------- |
|                  | J. Johnson (B. Bochenski) 02:40 L. Stempniak (T. Arnason) 04:47 C. Larose (T. Petersen) 17:45 C. Clark (P. Stastny) 24:30 (SN) L. Stempniak (C. Clark) 35:05 (SN) |                  | O. Antonenko (S. Kukushin) 43:31 |                  |
|                  | |                  |                                  |                  |
|                  | |                  |                                  |                  |
|                  | |                  |                                  |                  |

| 1er mai 2007 | Autriche | 2-5 | Biélorussie | Mytishi Arena |

| Feuille de match | Feuille de match                        | Feuille de match | Feuille de match                                                                                 | Feuille de match |
| ---------------- | --------------------------------------- | ---------------- | ------------------------------------------------------------------------------------------------ | ---------------- |
|                  | A. Lakos 18:40 (SN) A. Lakos 24:26 (SN) |                  | A. Glebov 03:06 (SN) D. Dudik 17:48 A.Ugarov 27:10 (SN) O. Antonenko 33:14 (SN) A. Kulakov 54:34 |                  |
|                  |                                         |                  |                                                                                                  |                  |
|                  |                                         |                  |                                                                                                  |                  |
|                  |                                         |                  |                                                                                                  |                  |

| 1er mai 2007 | République tchèque | 4-3 | États-Unis | Mytichtchi Arena |

| Feuille de match | Feuille de match                                                     | Feuille de match | Feuille de match                                                  | Feuille de match |
| ---------------- | -------------------------------------------------------------------- | ---------------- | ----------------------------------------------------------------- | ---------------- |
|                  | P. Čáslava 16:52 (SN) Z. Irgl 34:37 P. Trenkát 47:51 J. Bednář 58:52 |                  | R. Suter 24:42 (SN) C. LaRose 53:59 (IN) A. Hutchinson 55:37 (SN) |                  |
|                  |                                                                      |                  |                                                                   |                  |
|                  |                                                                      |                  |                                                                   |                  |
|                  |                                                                      |                  |                                                                   |                  |

#### Groupe C
| Équipe    | PJ | V | D | BP | BC | Pts |
| --------- | -- | - | - | -- | -- | --- |
| Canada    | 3  | 3 | 0 | 12 | 8  | 9   |
| Slovaquie | 3  | 2 | 1 | 12 | 6  | 6   |
| Allemagne | 3  | 1 | 2 | 8  | 11 | 3   |
| Norvège   | 3  | 0 | 3 | 5  | 12 | 0   |

Heure locale (GMT+4)
| 28 avril 2007 | Allemagne | 2-3 | Canada | Mytichtchi Arena |

| Feuille de match | Feuille de match                                                          | Feuille de match | Feuille de match                                                                                                | Feuille de match |
| ---------------- | ------------------------------------------------------------------------- | ---------------- | --- | ---------------- |
|                  | C. Ullmann (S. Felski - D. Kreutzer) 09:51 R. Dietrich (M. Hackert) 21:23 |                  | J. Mayers (C. Murphy - J. Chimera) 17:39 E. Staal (B. Jackman - J. Williams) 20:53 J. Mayers (J. Chimera) 51:42 |                  |
|                  |                                                                           |                  | |                  |
|                  |                                                                           |                  | |                  |
|                  |                                                                           |                  | |                  |

| 28 avril 2007 | Slovaquie | 3-0 | Norvège | Mytichtchi Arena |

| Feuille de match | Feuille de match | Feuille de match | Feuille de match | Feuille de match |
| ---------------- | --- | ---------------- | ---------------- | ---------------- |
|                  | M. Uram (M. Šatan - R. Kapuš) 12:00 Z. Chára (M. Kováčik - T. Surový) 12:51 B. Radivojevič (R. Tomík - M. Štrbák) 37:39 (SN) |                  |                  |                  |
|                  | |                  |                  |                  |
|                  | |                  |                  |                  |
|                  | |                  |                  |                  |

| 30 avril 2007 | Slovaquie | 5-1 | Allemagne | Mytichtchi Arena |

| Feuille de match | Feuille de match | Feuille de match | Feuille de match                         | Feuille de match |
| ---------------- | --- | ---------------- | ---------------------------------------- | ---------------- |
|                  | P. Podhradský 08:14 (SN) P. Podhradský (R. Kapuš - M. Šatan) 22:42 (SN) R. Kapuš (M. Šatan - M. Uram) 49:15 M. Gáborík (M. Hossa) 56:53 R. Somík (R. Kukumberg) 58:16 |                  | C. Ullmann (M. Wolf - R. Dietrich) 47:30 |                  |
|                  | |                  |                                          |                  |
|                  | |                  |                                          |                  |
|                  | |                  |                                          |                  |

| 30 avril 2007 | Canada | 4-2 | Norvège | Mytichtchi Arena |

| Feuille de match | Feuille de match | Feuille de match | Feuille de match                                                              | Feuille de match |
| ---------------- | --- | ---------------- | ----------------------------------------------------------------------------- | ---------------- |
|                  | R. Nash (D. Hamhuis - J. Toews) 13:24 (SN) J. Chimera (J. McClement) 15:17 S. Doan (E. Brewer) 40:22 (SN) J. Williams (C. Murphy) 49:44 (SN) |                  | L. E. Spets (M. Olimb) 09:29 J. Andersen (T. Jakobsen - M. Hansen) 32:14 (SN) |                  |
|                  | |                  |                                                                               |                  |
|                  | |                  |                                                                               |                  |
|                  | |                  |                                                                               |                  |

| 2 mai 2007 | Norvège | 3-5 | Allemagne | Mytichtchi Arena |

| Feuille de match | Feuille de match | Feuille de match | Feuille de match | Feuille de match |
| ---------------- | --- | ---------------- | --- | ---------------- |
|                  | M. Trygg (A. Bastiansen - M. Olimb) 22:08 M. Ask (L. E. Lund - S. Thoresen) 23:02 (SN) L. E. Spets (M. Hansen - J. Andersen) 23:50 |                  | M. Hackert (P. Gogulla - M. Ančička) 08:11 (SN) M. Wolf (P. Gogulla - R. Dietrich) 14:45 (SN) M. Wolf (M. Hackert) 24:25 J. Tripp (M. Bakos - M. Ančička) 26:58 (SN) A. Bárta (M. Wolf) 32:51 |                  |
|                  | |                  | |                  |
|                  | |                  | |                  |
|                  | |                  | |                  |

| 2 mai 2007 | Canada | 5-4 | Slovaquie | Mytichtchi Arena |

| Feuille de match | Feuille de match | Feuille de match | Feuille de match | Feuille de match |
| ---------------- | --- | ---------------- | --- | ---------------- |
|                  | C. Murphy (R. Nash - J. Toews) 03:39 (SN) J. Mayers (J. McClement - J. Chimera) 20:25 E. Brewer (J. Toews - D. Phaneuf) 31:27 (SN) D. Hamhuis (R. Nash - M. Lombardi) 35:09 R. Nash (J. Toews - C. Murphy) 49:02 (SN) |                  | M. Jurčina (P. Demitra - M. Gáborík) 02:05 (SN) M. Hossa (M. Gáborík) 33:48 M. Uram (P. Podhradský - R. Kapuš) 37:37 M. Šatan (R. Kapuš - M. Uram) 43:38 |                  |
|                  | |                  | |                  |
|                  | |                  | |                  |
|                  | |                  | |                  |

#### Groupe D
| Équipe   | PJ | V | D | N | BP | BC | Pts |
| -------- | -- | - | - | - | -- | -- | --- |
| Russie   | 3  | 3 | 0 | 0 | 22 | 6  | 9   |
| Finlande | 3  | 2 | 1 | 0 | 15 | 7  | 6   |
| Danemark | 3  | 1 | 2 | 0 | 7  | 18 | 3   |
| Ukraine  | 3  | 0 | 3 | 0 | 4  | 17 | 0   |

Heure locale (GMT+4)
| 27 avril 2007 | Ukraine | 0-5 | Finlande | Khodynka Arena |

| Feuille de match | Feuille de match | Feuille de match | Feuille de match | Feuille de match |
| ---------------- | ---------------- | ---------------- | --- | ---------------- |
|                  |                  |                  | P. Saravo (V. Peltonen - M. Koivu) 12:07 S. Bergenheim (T. Kallio - P. Kontiola) 24:06 T. Pärssinen (P. Kontiola - P. Nummelin) 27:18 T. Pärssinen (T. Mäntylä - P. Saravo) 33:08 P. Kontiola (S. Bergenheim) 51:28 (IN) |                  |
|                  |                  |                  | |                  |
|                  |                  |                  | |                  |
|                  |                  |                  | |                  |

| 27 avril 2007 | Russie | 9-1 | Danemark | Khodynka Arena |

| Feuille de match | Feuille de match | Feuille de match | Feuille de match                            | Feuille de match |
| ---------------- | --- | ---------------- | ------------------------------------------- | ---------------- |
|                  | D. Zaripov (S. Zinoviev - A. Morozov) 00:28 I. Nikouline (A. Morozov) 03:32 E. Malkine (S. Gontchar)03:54 P. Stchastlivy (V. Atiouchov) 22:24 A. Markov (A. Frolov - I. Kovaltchouk) 25:38 (SN) A. Morozov (D. Zaripov - S. Zinoviev) 27:20 N. Kouliomine (A. Ovetchkine - I. Nepriaïev) 29:44 A. Ovetchkine (I. Nepriaïev - N. Kouliomine) 32:13 A. Frolov (S. Gontchar) 55:43 |                  | P. Jensen (D. Nielsen - R. Andreasen) 17:20 |                  |
|                  | |                  |                                             |                  |
|                  | |                  |                                             |                  |
|                  | |                  |                                             |                  |

| 29 avril 2007 | Finlande | 6-2 | Danemark | Khodynka Arena |

| Feuille de match | Feuille de match | Feuille de match | Feuille de match                                                   | Feuille de match |
| ---------------- | --- | ---------------- | ------------------------------------------------------------------ | ---------------- |
|                  | P. Nummelin (V. Peltonen) 07:36 (SN) M. Koivu 14:09 (IN) P. Nummelin (P. Kontiola - V. Peltonen) 18:48 (SN) V. Peltonen (P. Kontiola) 23:28 (SN) A.P. Berg (P. Kontiola - S. Bergenheim) 41:37 J. Hentunen (S. Kapanen) 50:42 (SN) |                  | J. Damgaard (K. Staal) 12:49 (SN) C. Kjærgaard (J. Damgaard) 54:43 |                  |
|                  | |                  |                                                                    |                  |
|                  | |                  |                                                                    |                  |
|                  | |                  |                                                                    |                  |

| 29 avril 2007 | Russie | 8-1 | Ukraine | Khodynka Arena |

| Feuille de match | Feuille de match | Feuille de match | Feuille de match                                    | Feuille de match |
| ---------------- | --- | ---------------- | --------------------------------------------------- | ---------------- |
|                  | A. Morozov (S. Zinoviev) 09:38 (SN) S. Zinoviev (D. Zaripov - A. Morozov) 12:22 (SN) I. Nikouline (S. Zinoviev - D. Zaripov) 25:15 V. Prochkine (A. Morozov) 32:01 A. Morozov (S. Zinoviev) 39:19 (SN) A. Radoulov (V. Atiouchov - A. Ovetchkine) 45:40 (SN) A. Morozov (D. Zaripov - S. Zinoviev) 51:40 A. Frolov (A. Markov - S. Gontchar) 56:37 (SN) |                  | S. Klimentiev (D. Tsyrul -O. Matviichuk) 04:00 (SN) |                  |
|                  | |                  |                                                     |                  |
|                  | |                  |                                                     |                  |
|                  | |                  |                                                     |                  |

| 1er mai 2007 | Danemark | 4-3 | Ukraine | Khodynka Arena |

| Feuille de match | Feuille de match | Feuille de match | Feuille de match | Feuille de match |
| ---------------- | --- | ---------------- | --- | ---------------- |
|                  | K. Starkov (D. Nielsen - P. Regin) 01:26 R. Pander (P. Regin) 10:31 K. Stall (R. Pander - P. Regin) 13:13 K. Staal (J. Damgaard - M. Green) 30:36 (SN) |                  | O. Materoukhine (O. Shafarenko) 07:36 O. Matviichuk (V. Bobrovnikov) 13:39 R. Salnikov (V. Oletskyy - V. Zavalniuk) 52:23 |                  |
|                  | |                  | |                  |
|                  | |                  | |                  |
|                  | |                  | |                  |

| 1er mai 2007 | Finlande | 4-5 | Russie | Khodynka Arena |

| Feuille de match | Feuille de match | Feuille de match | Feuille de match | Feuille de match |
| ---------------- | --- | ---------------- | --- | ---------------- |
|                  | T. Ruutu (S. Kapanen - T. Mäntylä) 13:11 (SN) J. Hentunen (N. Kapanen - L. Kukkonen) 43:37 J. Lehtinen (V. Peltonen - P. Nummelin) 48:53 (SN) P. Nummelin (T. Ruutu) 54:09 (SN) |                  | N. Kouliomine (A. Iemeline - I. Nepriaev) 06:38 D. Zaripov (S. Zinoviev - A. Morozov) 17:40 (SN) S. Gonchar (A. Markov - I. Kovalchuk) 23:49 (SN) A. Morozov (S. Zinoviev - D. Zaripov) 26:08 (SN) P. Schastlivy (D. Grebechkov) 52:21 |                  |
|                  | |                  | |                  |
|                  | |                  | |                  |
|                  | |                  | |                  |

### Tour de Relégation

#### Résultats des matchs
Heure locale (GMT+4)
| 4 mai 2007 | Autriche | 2-3 (pr) | Norvège | Mytishi Arena |

| Feuille de match | Feuille de match                                                                       | Feuille de match | Feuille de match                                                                                             | Feuille de match |
| ---------------- | -------------------------------------------------------------------------------------- | ---------------- | --- | ---------------- |
|                  | R. Lukas (P. Lukas - M. Trattnig) 29:19 (SN) D. Welser (A. Lakos - T. Koch) 42:26 (SN) |                  | J. Andersen (Mar. Trygg) 32:19 (SN) A. Bastiansen (M. Ask - Mats Trygg) 37:10 (SN) M. Ask (Mats Trygg) 62:22 |                  |
|                  |                                                                                        |                  | |                  |
|                  |                                                                                        |                  | |                  |
|                  |                                                                                        |                  | |                  |

| 4 mai 2007 | Lettonie | 5-0 | Ukraine | Mytishi Arena |

| Feuille de match | Feuille de match | Feuille de match | Feuille de match | Feuille de match |
| ---------------- | --- | ---------------- | ---------------- | ---------------- |
|                  | M. Cipulis (K. Daugavins - E. Masalskis) 08:58 A. Saviels (G. Galvins - H. Vasiļjevs) 17:32 (SN) O. Sorokins (R. Lavins - M. Redlihs) 21:15 O. Sorokins (L. Darzins - R. Lavins) 34:41 (SN) M. Redlihs (O. Sorokins) 47:00 |                  |                  |                  |
|                  | |                  |                  |                  |
|                  | |                  |                  |                  |
|                  | |                  |                  |                  |

| 6 mai 2007 | Lettonie | 5-1 | Autriche | Khodynka Arena |

| Feuille de match | Feuille de match | Feuille de match | Feuille de match            | Feuille de match |
| ---------------- | --- | ---------------- | --------------------------- | ---------------- |
|                  | K. Daugavins (M. Cipulis - G. Galvins) 06:30 (SN) A. Nizivijs (L. Tambijevs - J. Sprukts) 28:34 H. Vasiljevs (K. Daugavins - M. Cipulins) 43:24 R. Lavins (L. Darzins) 47:12 (SN) L. Tambijevs (A. Jerofejevs - J. Sprukts) 49:37 (SN) |                  | M. Stewart (R. Divis) 42:06 |                  |
|                  | |                  |                             |                  |
|                  | |                  |                             |                  |
|                  | |                  |                             |                  |

| 6 mai 2007 | Ukraine | 3-2 | Norvège | Mytishi Arena |

| Feuille de match | Feuille de match | Feuille de match | Feuille de match                                                                     | Feuille de match |
| ---------------- | --- | ---------------- | ------------------------------------------------------------------------------------ | ---------------- |
|                  | D. Tsyrul (D. Isayenko - V. Lyutkevych) 14:01 (SN) O. Blagoi (S. Klimentiev - Y. Navarenko) 32:34 (SN) Y. Navarenko (R. Salnikov - V. Lyutkevych) 48:52 (SN) |                  | P. Thoresen (M. Ask - M. Trygg) 28:10 (SN) M. Trygg (M. Ask - L. E. Lund) 38:17 (SN) |                  |
|                  | |                  |                                                                                      |                  |
|                  | |                  |                                                                                      |                  |
|                  | |                  |                                                                                      |                  |

| 7 mai 2007 | Autriche | 8-4 | Ukraine | Khodynka Arena |

| Feuille de match | Feuille de match | Feuille de match | Feuille de match | Feuille de match |
| ---------------- | --- | ---------------- | --- | ---------------- |
|                  | T. Koch (O. Setzinger - M. Stewart) 06:16 (SN) D. Kalt (O. Setzinger - T. Koch) 12:58 (SN) P. Lukas (G. Unterluggauer - R. Lukas) 14:24 (SN) T. Koch (D. Welser) 24:16 P. Lukas 24:48 A. Lakos 27:58 M. Peintner 42:59 M. Peintner (T. Pfeffer) 46:55 (IN) |                  | V. Lyutkevych (V. Oletskyy - O. Shafarenko) 18:46 (SN) O. Bobkin (V. Zavalniuk - O. Matviichuk) 23:31 (SN) D. Tsyrul (O. Bobkin - V. Zavalniuk) 37:26 R. Salnikov (D. Tsyrul - Y. Navarenko) 54:18 |                  |
|                  | |                  | |                  |
|                  | |                  | |                  |
|                  | |                  | |                  |

| 7 mai 2007 | Lettonie | 4-7 | Norvège | Mytishi Arena |

| Feuille de match | Feuille de match | Feuille de match | Feuille de match | Feuille de match |
| ---------------- | --- | ---------------- | --- | ---------------- |
|                  | H Vasiļjevs (M. Cipulis - K. Daugaviņš) 16:09 G. Galvins (A. Semjonovs - G. Panteļejevs) 17:42 A. Bērziņš (A. Jerofejevsà) 40:49 A. Semjonovs (O. Sorokins - G. Panteļejevs) 58:33 |                  | A. Bastiansen (L. E. Spets - P. Thoresen) 03:28 L. E. Lund (P. Thoresen - Mats Trygg) 05:03 (SN) M. Ask (L. E. Lund - P. Thoresen) 10:33 (SN) M. Hansen (Marius Trygg - Mats Trygg) 27:30 (SN) A. Bastiansen (M. Ask - L. E. Lund) 29:17 (SN) M. Hansen (T. Jakobsen - J. Holos) (SN) A. Bastiansen (M. Livf - M. Olimb) 57:27 |                  |
|                  | |                  | |                  |
|                  | |                  | |                  |
|                  | |                  | |                  |

#### Classement
| Équipe   | PJ | V | VP | DP | D | BP | BC | Pts |
| -------- | -- | - | -- | -- | - | -- | -- | --- |
| Lettonie | 3  | 2 | 0  | 0  | 1 | 14 | 8  | 6   |
| Norvège  | 3  | 1 | 1  | 0  | 1 | 12 | 9  | 5   |
| Autriche | 3  | 1 | 0  | 1  | 1 | 11 | 12 | 4   |
| Ukraine  | 3  | 1 | 0  | 0  | 2 | 7  | 15 | 3   |

#### Bilan
Finalement, l'Autriche et l'Ukraine joueront en 2008 en division I.

### Séries éliminatoires

#### Groupe E
| Équipe   | PJ | V | D | VP | DP | BP | BC | Pts |
| -------- | -- | - | - | -- | -- | -- | -- | --- |
| Russie   | 5  | 5 | 0 | 0  | 0  | 27 | 10 | 15  |
| Suède    | 5  | 4 | 1 | 0  | 0  | 21 | 7  | 12  |
| Finlande | 5  | 3 | 2 | 0  | 0  | 15 | 8  | 9   |
| Suisse   | 5  | 2 | 3 | 0  | 0  | 9  | 16 | 6   |
| Danemark | 5  | 1 | 4 | 0  | 0  | 11 | 26 | 3   |
| Italie   | 5  | 0 | 5 | 0  | 0  | 4  | 20 | 0   |

Les résultats du premier tour entre les équipes qualifiées sont repris.
Heure locale (GMT+4)
| 3 mai 2007 | Suisse | 0-2 | Finlande | Khodynka Arena |

| Feuille de match | Feuille de match | Feuille de match | Feuille de match                                                                               | Feuille de match |
| ---------------- | ---------------- | ---------------- | ---------------------------------------------------------------------------------------------- | ---------------- |
|                  |                  |                  | T. Ruutu (P. Nummelin - A. Miettinen) 51:37 (SN) V. Peltonen (J. Lehtinen - P. Nummelin) 59:46 |                  |
|                  |                  |                  |                                                                                                |                  |
|                  |                  |                  |                                                                                                |                  |
|                  |                  |                  |                                                                                                |                  |

| 3 mai 2007 | Suède | 5-2 | Danemark | Khodynka Arena |

| Feuille de match | Feuille de match | Feuille de match | Feuille de match                                                           | Feuille de match |
| ---------------- | --- | ---------------- | -------------------------------------------------------------------------- | ---------------- |
|                  | K. Jönsson (J. Jönsson - T. Mårtensson) 13:38 (SN) J. Åkerman (D. Tärnström - F. Warg) 17:57 (SN) J. Davidsson (P. Hållberg - F. Bremberg) 33:49 (SN) M. Johansson (T. Mårtensson) 57:23 J. Davidsson (J. Jönsson) 59:53 (IN) |                  | M. Madsen (D. Nielsen) 02:27 P. Regin (D. Nielsen - K. Starkov) 06:40 (SN) |                  |
|                  | |                  |                                                                            |                  |
|                  | |                  |                                                                            |                  |
|                  | |                  |                                                                            |                  |

| 4 mai 2007 | Russie | 3-0 | Italie | Khodynka Arena |

| Feuille de match | Feuille de match | Feuille de match | Feuille de match | Feuille de match |
| ---------------- | --- | ---------------- | ---------------- | ---------------- |
|                  | I. Kovaltchouk (E. Malkine - A. Frolov) 34:17 A. Frolov (I. Kovalchuk) 53:35 A. Morozov (S. Zinoviev - D. Zaripov) 59:56 |                  |                  |                  |
|                  | |                  |                  |                  |
|                  | |                  |                  |                  |
|                  | |                  |                  |                  |

| 5 mai 2007 | Suisse | 4-1 | Danemark | Khodynka Arena |

| Feuille de match | Feuille de match | Feuille de match | Feuille de match                  | Feuille de match |
| ---------------- | --- | ---------------- | --------------------------------- | ---------------- |
|                  | T. Monnet (G. Bezina - A. Wischer 13:19 (SN) P. DiPietro (R. Lemm - M. Streit) 26:20 (SN) J. Sprunger (M. Streit) 32:06 J. Sprunger (A. Wischer - T. Monnet) 49:34 |                  | J. Daamgard (K. Staal) 36:41 (SN) |                  |
|                  | |                  |                                   |                  |
|                  | |                  |                                   |                  |
|                  | |                  |                                   |                  |

| 5 mai 2007 | Finlande | 3-0 | Italie | Khodynka Arena |

| Feuille de match | Feuille de match | Feuille de match | Feuille de match | Feuille de match |
| ---------------- | --- | ---------------- | ---------------- | ---------------- |
|                  | J. Viuhkola (J. Lehtinen - V. Peltonen) 07:29 (SN) J. Hentunen (J. Ruutu - N. Kapanen) 18:48 J. Viuhkola (N. Kapanen - J. Hentunen) 42:31 |                  |                  |                  |
|                  | |                  |                  |                  |
|                  | |                  |                  |                  |
|                  | |                  |                  |                  |

| 6 mai 2007 | Russie | 6-3 | Suisse | Khodynka Arena |

| Feuille de match | Feuille de match | Feuille de match | Feuille de match                                                                                           | Feuille de match |
| ---------------- | --- | ---------------- | --- | ---------------- |
|                  | S. Zinoviev (D. Zaripov) 00:34 I. Kovaltchouk (A. Markov - V. Kochetchkine 13:50 D. Zaripov (V. Prochkine - P. Schastlivy) 29:44 A. Markov (E. Malkine - I. Kovalchuk) 42:00 A. Frolov (A. Markov) 45:45 (SN) P. Schastlivy (A. Kharitonov) 49:37 |                  | M. Streit (R. Lemm) 38:58 (SN) P. DiPietro (M. Streit - M. Reichert) 42:26 M. Reichert (P. DiPietro) 51:30 |                  |
|                  | |                  | |                  |
|                  | |                  | |                  |
|                  | |                  | |                  |

| 6 mai 2007 | Suède | 1-0 | Finlande | Khodynka Arena |

| Feuille de match | Feuille de match                          | Feuille de match | Feuille de match | Feuille de match |
| ---------------- | ----------------------------------------- | ---------------- | ---------------- | ---------------- |
|                  | J. Åkerman (F. Warg - D. Tärnström) 15:53 |                  |                  |                  |
|                  |                                           |                  |                  |                  |
|                  |                                           |                  |                  |                  |
|                  |                                           |                  |                  |                  |

| 7 mai 2007 | Italie | 2-5 | Danemark | Khodynka Arena |

| Feuille de match | Feuille de match                                                                       | Feuille de match | Feuille de match | Feuille de match |
| ---------------- | -------------------------------------------------------------------------------------- | ---------------- | --- | ---------------- |
|                  | G. de Bettin (J. Cirone - C. Borgatello) 30:47 R. Ramoser (S. Margoni - G. Hell) 35:58 |                  | B. Nordby Tranholm (K. Stall - D. Nielsen) 03:46 (SN) P. Regin (F. Nielsen) 04:23 J. Nielsen (R. Pander - M. Christensen) 06:30 R. Olsen (T. Dresler - A. Andreasen) 49:04 M. Christensen (J. Nielsen - C. Kjærgaard) 55:29 |                  |
|                  |                                                                                        |                  | |                  |
|                  |                                                                                        |                  | |                  |
|                  |                                                                                        |                  | |                  |

| 7 mai 2007 | Suède | 2-4 | Russie | Khodynka Arena |

| Feuille de match | Feuille de match                                                                                   | Feuille de match | Feuille de match | Feuille de match |
| ---------------- | -------------------------------------------------------------------------------------------------- | ---------------- | --- | ---------------- |
|                  | M. Thörnberg (J. Jönsson - T. Mårtensson) 08:43 (SN) A. Steen (N. Bäckström - T. Mårtensson) 38:22 |                  | A. Morozov 17:35 (TF) D. Grebechkov (E. Malkine - A. Kharitonov) 23:27 E. Malkine (A. Markov - A. Frolov) 49:51 A. Morozov (S. Zinoviev) 56:33 |                  |
|                  | |                  | |                  |
|                  | |                  | |                  |
|                  | |                  | |                  |

#### Groupe F
| Équipe             | PJ | V | D | VP | DP | BP | BC | Pts |
| ------------------ | -- | - | - | -- | -- | -- | -- | --- |
| Canada             | 5  | 4 | 0 | 1  | 0  | 24 | 15 | 14  |
| États-Unis         | 5  | 3 | 2 | 0  | 0  | 18 | 13 | 9   |
| Slovaquie          | 5  | 3 | 2 | 0  | 0  | 18 | 15 | 9   |
| République tchèque | 5  | 2 | 2 | 0  | 1  | 17 | 14 | 7   |
| Allemagne          | 5  | 2 | 3 | 0  | 0  | 11 | 16 | 6   |
| Biélorussie        | 5  | 0 | 5 | 0  | 0  | 14 | 29 | 0   |

Les résultats du premier tour entre les équipes qualifiées sont repris.
Heure locale (GMT+4)
| 3 mai 2007 | États-Unis | 4-2 | Slovaquie | Mytishi Arena |

| Feuille de match | Feuille de match | Feuille de match | Feuille de match                                                  | Feuille de match |
| ---------------- | --- | ---------------- | ----------------------------------------------------------------- | ---------------- |
|                  | A. Hutchinson (A. Alberts - B. Bochenski) 08:17 D. Backes 12:27 (IN) P. Kessel 24:52 B. Bochenski (P. Kessel - L. Stempniak) 32:37 (SN) |                  | Z. Chára (M. Šatan - M. Uram) 13:08 M. Gáborík (M. Jurčina) 51:21 |                  |
|                  | |                  |                                                                   |                  |
|                  | |                  |                                                                   |                  |
|                  | |                  |                                                                   |                  |

| 3 mai 2007 | République tchèque | 0-2 | Allemagne | Mytishi Arena |

| Feuille de match | Feuille de match | Feuille de match | Feuille de match                                                                | Feuille de match |
| ---------------- | ---------------- | ---------------- | ------------------------------------------------------------------------------- | ---------------- |
|                  |                  |                  | M. Hackert (M. Wolf - M. Bakos) 19:50 (SN) M. Wolf (S. Felski - J. Tripp) 58:19 |                  |
|                  |                  |                  |                                                                                 |                  |
|                  |                  |                  |                                                                                 |                  |
|                  |                  |                  |                                                                                 |                  |

| 4 mai 2007 | Canada | 6-3 | Biélorussie | Khodynka Arena |

| Feuille de match | Feuille de match | Feuille de match | Feuille de match | Feuille de match |
| ---------------- | --- | ---------------- | --- | ---------------- |
|                  | S. Doan (R. Nash) 22:38 (IN) S. Doan (J. Toews - R. Nash) 25:15 (SN) J. Toews (J. Chimera) 28:32 S. Doan (B. Jackman - M. Lombardi) 29:13 M. Cammalleri (D. Phaneuf - E. Staal) 36:20 M. Lombardi (C. Armstrong) 56:15 |                  | A. Ugarov (O. Antonenko - D. Meleshko) 08:43 (SN) A. Ryadinsky (A. Kulakov - V. Denisov) 49:58 D. Meleshko (O. Leontiev - O. Antonenko) 58:53 (SN) |                  |
|                  | |                  | |                  |
|                  | |                  | |                  |
|                  | |                  | |                  |

| 5 mai 2007 | États-Unis | 3-0 | Allemagne | Mytishi Arena |

| Feuille de match | Feuille de match                                                                                                  | Feuille de match | Feuille de match | Feuille de match |
| ---------------- | --- | ---------------- | ---------------- | ---------------- |
|                  | P. Stastny (T. Arnason - E. Cole) 02:33 (SN) P. Stastny (E. Cole) 35:26 L. Stempniak (P. Stastny - E. Cole) 43:31 |                  |                  |                  |
|                  | |                  |                  |                  |
|                  | |                  |                  |                  |
|                  | |                  |                  |                  |

| 5 mai 2007 | République tchèque | 2-3 | Slovaquie | Mytishi Arena |

| Feuille de match | Feuille de match                                                                        | Feuille de match | Feuille de match                                                                                               | Feuille de match |
| ---------------- | --------------------------------------------------------------------------------------- | ---------------- | --- | ---------------- |
|                  | T. Plekanec (M. Barinka - J. Marek) 08:02 (SN) R. Klesla (T. Plekanec - R. Olesz) 54:03 |                  | P. Demitra (M. Hossa - M. Gáborík) 22:24 R. Kapuš (M. Šatan - P. Podhradský) 30:44 M. Gáborík (M. Šatan) 53:18 |                  |
|                  |                                                                                         |                  | |                  |
|                  |                                                                                         |                  | |                  |
|                  |                                                                                         |                  | |                  |

| 6 mai 2007 | Slovaquie | 4-3 | Biélorussie | Mytishi Arena |

| Feuille de match | Feuille de match | Feuille de match | Feuille de match | Feuille de match |
| ---------------- | --- | ---------------- | --- | ---------------- |
|                  | Z. Chara (M. Hossa - M. Gáborík) 11:57 (SN) M. Gáborík (P. Demitra) 22:14 M. Gáborík (M. Hossa - Z. Chara) 24:33 P. Demitra (M. Gáborík - P. Podhradský) 59:22 |                  | A. Ugarov (A. Ryadinsky - S. Zadelenov) 15:53 O. Antonenko (S. Zadelenov - A. Ugarov) 33:47 K. Koltsov (A. Kulakov - D. Melesko) 34:17 |                  |
|                  | |                  | |                  |
|                  | |                  | |                  |
|                  | |                  | |                  |

| 6 mai 2007 | République tchèque | 3-4 | Canada | Mytishi Arena |

| Feuille de match | Feuille de match                                                                                        | Feuille de match | Feuille de match | Feuille de match |
| ---------------- | --- | ---------------- | --- | ---------------- |
|                  | M. Židlický (D. Výborný - J. Hlinka) 13:17 (SN) T. Plekanec (D. Výborný) 32:05 (SN) R. Olesz 46:39 (SN) |                  | J. McClement 22:15 E. Staal (D. Phaneuf - M. Cammalleri) 43:22 S. Doan (M. Lombardi) 50:57 E. Staal (C. Murphy - E. Brewer) 60:23 |                  |
|                  | |                  | |                  |
|                  | |                  | |                  |
|                  | |                  | |                  |

| 7 mai 2007 | Biélorussie | 5-6 | Allemagne | Mytishi Arena |

| Feuille de match | Feuille de match | Feuille de match | Feuille de match | Feuille de match |
| ---------------- | --- | ---------------- | --- | ---------------- |
|                  | D. Meleshko (V. Kostyuchenok - K. Koltsov) 01:07 A. Kulakov (D. Meleshko - K. Koltsov) 08:18 D. Dudik 26:25 (IN) K. Koltsov (D. Meleshko - O. Leontiev) 33:43 V. Kostyuchenok (D. Dudik) 52:46 (SN) |                  | M. Hackert (P. Gogulla) 05:50 A. Barta (S. Felski - J. Tripp) 12:08 (SN) R. Dietrich (D. Kreutzer - M. Hackert) 17:53 (SN) S. Felski (M. Ančička) 25:19 (SN) M. Wolf (P. Gogulla - M. Hackert) 45:24 (SN) M. Wolf (P. Gogulla) 53:55 |                  |
|                  | |                  | |                  |
|                  | |                  | |                  |
|                  | |                  | |                  |

| 7 mai 2007 | Canada | 6-3 | États-Unis | Mytishi Arena |

| Feuille de match | Feuille de match | Feuille de match | Feuille de match | Feuille de match |
| ---------------- | --- | ---------------- | --- | ---------------- |
|                  | J. McClement (M. Commodore - J. Mayers) 00:08 M. Cammalleri (E. Staal - D. Phaneuf) 02:05 (SN) M. Lombardi (R. Nash) 12:48 M. Cammalleri (E. Staal - D. Hamhuis) 13:25 M. Lombardi (S. Doan) 35:19 M. Lombardi S. Doan) 51:58 |                  | P. Stastny (E. Johnson - D. Backes) 29:47 L. Stempniak (E. Johnson) 37:49 P. Stastny (L. Stempniak - M. Greene) 53:42 |                  |
|                  | |                  | |                  |
|                  | |                  | |                  |
|                  | |                  | |                  |

### Phase finale
|  | Quarts de finale | Quarts de finale   | Quarts de finale | Quarts de finale |     |          | Demi-finales | Demi-finales | Demi-finales | Demi-finales |  |  | Finale | Finale | Finale | Finale |
|  |                  |                    |                  |                  |     |          |              |              |              |              |  |  |        |        |        |        |
|  |                  |                    |                  |                  |     |          |              |              |              |              |  |  |        |        |        |        |
|  |                  |                    |                  |                  |     |          |              |              |              |              |  |  |        |        |        |        |
|  | E1               | Russie             | 4                | 4                |     |          |              |              |              |              |  |  |        |        |        |        |
|  | E1               | Russie             | 4                | 4                |     |          |              |              |              |              |  |  |        |        |        |        |
|  | F4               | République tchèque | 0                | 0                |     |          |              |              |              |              |  |  |        |        |        |        |
|  | F4               | République tchèque | 0                | 0                | QF1 | Russie   | 1            | 1            |              |              |  |  |        |        |        |        |
|  |                  |                    |                  |                  | QF1 | Russie   | 1            | 1            |              |              |  |  |        |        |        |        |
|  |                  |                    | QF4              | Finlande         | 2   | 2        |              |              |              |              |  |  |        |        |        |        |
|  | F2               | États-Unis         | QF4              | Finlande         | 2   | 2        | 4            | 4            |              |              |  |  |        |        |        |        |
|  | F2               | États-Unis         |                  |                  |     |          |              | 4            |              |              |  |  |        |        |        |        |
|  | E3               | Finlande           | 5                | 5                |     |          |              |              |              |              |  |  |        |        |        |        |
|  | E3               | Finlande           | 5                | 5                | SF1 | Finlande | 2            | 2            |              |              |  |  |        |        |        |        |
|  |                  |                    |                  |                  | SF1 | Finlande | 2            | 2            |              |              |  |  |        |        |        |        |
|  |                  |                    | SF2              | Canada           | 4   | 4        |              |              |              |              |  |  |        |        |        |        |
|  | F1               | Canada             | SF2              | Canada           | 4   | 4        | 5            | 5            |              |              |  |  |        |        |        |        |
|  | F1               | Canada             |                  |                  |     |          |              |              |              |              |  |  |        |        |        |        |
|  | E4               | Suisse             | 1                | 1                |     |          |              |              |              |              |  |  |        |        |        |        |
|  | E4               | Suisse             | 1                | 1                | QF3 | Canada   | 4            | 4            |              |              |  |  |        |        |        |        |
|  |                  |                    |                  |                  | QF3 | Canada   | 4            | 4            |              |              |  |  |        |        |        |        |
|  |                  |                    | QF2              | Suède            | 1   | 1        |              |              |              |              |  |  |        |        |        |        |
|  | E2               | Suède              | QF2              | Suède            | 1   | 1        | 7            | 7            |              |              |  |  |        |        |        |        |
|  | E2               | Suède              |                  |                  |     |          |              | 7            |              |              |  |  |        |        |        |        |
|  | F3               | Slovaquie          | 4                | 4                |     |          |              |              |              |              |  |  |        |        |        |        |
|  | F3               | Slovaquie          | 4                | 4                |     |          |              |              |              |              |  |  |        |        |        |        |
|  |                  |                    |                  |                  |     |          |              |              |              |              |  |  |        |        |        |        |

#### Quarts de finale
Heure locale (GMT+4)
| 9 mai 2007 | Russie | 4-0 | République tchèque | Khodynka Arena |

| Feuille de match | Feuille de match | Feuille de match | Feuille de match | Feuille de match |
| ---------------- | --- | ---------------- | ---------------- | ---------------- |
|                  | A. Markov (I. Malkine - A. Frolov) 06:48 (SN) I. Malkine (I. Kovaltchouk) 40:23 (SN) A. Radoulov (D. Grebechkov) 51:24 I. Malkine 54:46 |                  |                  |                  |
|                  | |                  |                  |                  |
|                  | |                  |                  |                  |
|                  | |                  |                  |                  |

| 9 mai 2007 | Suède | 7-4 | Slovaquie | Khodynka Arena |

| Feuille de match | Feuille de match | Feuille de match | Feuille de match | Feuille de match |
| ---------------- | --- | ---------------- | --- | ---------------- |
|                  | F. Warg (F. Emvall) 07:28 J. Hedström (N. Bäckström) 22:17 T. Mårtensson (J. Jönsson - M. Thörnberg) 26:02 J. Hedström (A. Steen) 33:55 (SN) T. Mårtensson 47:03 M. Johansson (J. Davidsson - T. Enström) 49:46 (SN2) T. Mårtensson (Jorgen Jönsson) 59:45 |                  | Marián Hossa (M. Gáborík - R. Stehlik) 02:10 (SN) R. Kapuš (P. Podhradsky - M. Šatan) 08:16 B. Radivojevic (P. Podhradsky - R. Kapuš) 41:21 R. Kukumberg (B. Radivojevic) 51:27 |                  |
|                  | |                  | |                  |
|                  | |                  | |                  |
|                  | |                  | |                  |

| 10 mai 2007 | Canada | 5-1 | Suisse | Khodynka Arena |

| Feuille de match | Feuille de match | Feuille de match | Feuille de match                              | Feuille de match |
| ---------------- | --- | ---------------- | --------------------------------------------- | ---------------- |
|                  | M. Lombardi 15:22 J. Mayers (C. Murphy - J. Chimera) 29:05 R. Nash (D. Phaneuf - E. Staal) 34:40 (SN) M. Lombardi (D. Phaneuf - S. Doan) 46:03 (SN) S. Weber (S. Doan - E. Staal) 57:31 |                  | P. DiPietro (M. Reichert - D. Camichel) 29:43 |                  |
|                  | |                  |                                               |                  |
|                  | |                  |                                               |                  |
|                  | |                  |                                               |                  |

| 10 mai 2007 | États-Unis | 4-5 (TB) | Finlande | Khodynka Arena |

| Feuille de match | Feuille de match | Feuille de match | Feuille de match | Feuille de match |
| ---------------- | --- | ---------------- | --- | ---------------- |
|                  | T. Petersen (M. Greene - C. Larose) 20:48 (IN) T. Arnason (P. Kessel - B. Bochenski) 27:05 L. Stempniak (D. Backes - K. Ballard) 34:08 A. Hutchinson (T. Arnason - P. Kessel) 54:20 |                  | T. Ruutu (M. Koivu - T. Kallio) 17:03 P. Saravo (T. Söderholm - N. Kapanen) 24:33 J. Viuhkola (V. Peltonen) 30:27 T. Kallio (T. Ruutu - P. Nummelin) 35:32 (SN) J. Lehtinen (TF) |                  |
|                  | |                  | |                  |
|                  | |                  | |                  |
|                  | |                  | |                  |

#### Demi-finales
Heure locale (GMT+4)
| 12 mai 2007 | Russie | 1-2 (pr) | Finlande | Khodynka Arena |

| Feuille de match | Feuille de match                                | Feuille de match | Feuille de match                                                              | Feuille de match |
| ---------------- | ----------------------------------------------- | ---------------- | ----------------------------------------------------------------------------- | ---------------- |
|                  | I. Malkine (S. Gontchar - A. Frolov) 08:36 (SN) |                  | J. Hentunen (N. Kapanen - J.P. Laamanen) 12:06 (IN) M. Koivu (T. Ruutu) 65:40 |                  |
|                  |                                                 |                  |                                                                               |                  |
|                  |                                                 |                  |                                                                               |                  |
|                  |                                                 |                  |                                                                               |                  |

| 12 mai 2007 | Suède | 1-4 | Canada | Khodynka Arena |

| Feuille de match | Feuille de match                  | Feuille de match | Feuille de match | Feuille de match |
| ---------------- | --------------------------------- | ---------------- | --- | ---------------- |
|                  | J. Davidsson (P. Hörnqvist) 26:13 |                  | M. Cammalleri (D. Phaneuf) 11:05 (SN) J. Toews (J. Staal) 12:23 E. Staal (M. Cammalleri - S. Weber) 18:38 R. Nash (E. Brewer - M. Lombardi) 35:17 (SN) |                  |
|                  |                                   |                  | |                  |
|                  |                                   |                  | |                  |
|                  |                                   |                  | |                  |

#### Match pour la troisième place
Heure locale (GMT+4)
| 13 mai 2007 | Russie | 3-1 | Suède | Khodynka Arena |

| Feuille de match | Feuille de match | Feuille de match | Feuille de match                                 | Feuille de match |
| ---------------- | --- | ---------------- | ------------------------------------------------ | ---------------- |
|                  | A. Iemeline (D. Zaripov - A. Frolov) 06:18 (IN) S. Zinoviev (A. Iemeline - D. Zaripov) 09:39 A. Frolov (E. Malkine - V. Atiouchov) 21:04 (SN) |                  | A. Steen (N. Bäckström - A. Strålman) 48:08 (SN) |                  |
|                  | |                  |                                                  |                  |
|                  | |                  |                                                  |                  |
|                  | |                  |                                                  |                  |

#### Finale
Heure locale (GMT+4)
| 13 mai 2007 | Finlande | 2-4 | Canada | Khodynka Arena |

| Feuille de match | Feuille de match                                                | Feuille de match | Feuille de match | Feuille de match |
| ---------------- | --------------------------------------------------------------- | ---------------- | --- | ---------------- |
|                  | P. Kontiola (V. Peltonen) 51:08 A. Miettinen (M. Pyöräla) 57:44 |                  | R. Nash (C. Murphy - M. Lombardi) 06:30 (SN) E. Staal (J. Williams - M. Cammalleri) 13:48 (SN) C. Armstrong (J. Staal - D. Phaneuf) 29:11 R. Nash (M. Lombardi - S. Doan) 58:54 |                  |
|                  |                                                                 |                  | |                  |
|                  |                                                                 |                  | |                  |
|                  |                                                                 |                  | |                  |

### Bilan

#### Trophées
Les meilleurs joueurs du tournoi ont été désignés par le comité organisateur. De plus, une équipe type du tournoi a été désignée par les médias couvrant la compétition. Malgré la victoire du Canada, le seul canadien récompensé est Rick Nash : il est désigné meilleur joueur du tournoi et fait également partie de l'équipe type.
La Finlande est récompensée via son gardien Kari Lehtonen sacré meilleur gardien du tournoi. De plus Petteri Nummelin fait partie des deux meilleurs défenseur du tournoi. Il est associé dans l'équipe type au russe, Andreï Markov sacré meilleur défenseur.
L'attaque type du tournoi est composé de Nash et de deux russes, Alekseï Morozov (meilleur attaquant du tournoi) et de Ievgueni Malkine.
L'équipe type est donc la suivante :
| Gardien | Kari Lehtonen    | Kari Lehtonen    | Kari Lehtonen    | Kari Lehtonen    | Kari Lehtonen | Kari Lehtonen |
| Défense | Petteri Nummelin | Petteri Nummelin | Petteri Nummelin | Andreï Markov    | Andreï Markov | Andreï Markov |
| Attaque | Alekseï Morozov  | Alekseï Morozov  | Ievgueni Malkine | Ievgueni Malkine | Rick Nash     | Rick Nash     |

#### Meilleurs pointeurs
|    | Joueur           | Équipe     | PJ | B | A  | PTS | PUN | +/- |
| -- | ---------------- | ---------- | -- | - | -- | --- | --- | --- |
| 1  | Johan Davidsson  | Suède      | 9  | 7 | 7  | 14  | 2   | 3   |
| 2  | Alekseï Morozov  | Russie     | 7  | 8 | 5  | 13  | 6   | 9   |
| 3  | Sergueï Zinoviev | Russie     | 9  | 3 | 10 | 13  | 12  | 10  |
| 4  | Matthew Lombardi | Canada     | 9  | 6 | 6  | 12  | 4   | 4   |
| 5  | Danis Zaripov    | Russie     | 9  | 3 | 9  | 12  | 6   | 10  |
| 6  | Rick Nash        | Canada     | 9  | 6 | 5  | 11  | 4   | 8   |
| 7  | Aleksandr Frolov | Russie     | 9  | 5 | 6  | 11  | 0   | 4   |
| 7  | Marián Gáborík   | Slovaquie  | 6  | 5 | 6  | 11  | 14  | 6   |
| 9  | Tony Mårtensson  | Suède      | 9  | 4 | 7  | 11  | 8   | 8   |
| 10 | Lee Stempniak    | États-Unis | 7  | 6 | 4  | 10  | 27  | 2   |

#### Champions du monde
| Place | Pays | Joueurs |
| ----- | ---- | --- |
| 1     | CAN  | Colby Armstrong, Eric Brewer, Mike Cammalleri, Jason Chimera, Mike Commodore, Shane Doan, Dan Hamhuis, Barret Jackman, Matthew Lombardi, Chris Mason, Jamal Mayers, Jay McClement, Cory Murphy, Rick Nash, Dion Phaneuf, Dwayne Roloson, Nick Schultz, Eric Staal, Jordan Staal, Jonathan Toews, Cam Ward, Shea Weber, Justin Williams |

### Classement final
Cette section présente classement final des seize équipes du groupe élite selon la Fédération internationale de hockey sur glace.

### Effectif des équipes du podium

#### Médaille d'or
Le Canada a utilisé un total de 23 joueurs dont la liste est présentée ci-dessous. L'encadrement de l'équipe a été le suivant : Andy Murray (entraîneur-chef), Michael Johnston et Gerard Gallant (entraîneurs adjoints) ainsi que Robin McDonald (responsable matériel), Kent Kobelka et Ian Auld (docteurs de l'équipe).
| Pos. | No. | Joueur           | Équipe                         | Âge    |
| ---- | --- | ---------------- | ------------------------------ | ------ |
| G    | 30  | Cam Ward         | Hurricanes de la Caroline      | 23 ans |
| G    | 35  | Dwayne Roloson   | Oilers d'Edmonton              | 28 ans |
| G    | 50  | Chris Mason      | Predators de Nashville         | 31 ans |
|      |     |                  |                                |        |
| D    | 2   | Dan Hamhuis      | Predators de Nashville         | 25 ans |
| D    | 3   | Dion Phaneuf     | Flames de Calgary              | 22 ans |
| D    | 4   | Eric Brewer      | Blues de Saint-Louis           | 28 ans |
| D    | 5   | Barret Jackman   | Blues de Saint-Louis           | 26 ans |
| D    | 6   | Shea Weber       | Predators de Nashville         | 22 ans |
| D    | 22  | Mike Commodore   | Hurricanes de la Caroline      | 28 ans |
| D    | 23  | Cory Murphy      | HIFK                           | 29 ans |
| D    | 55  | Nick Schultz     | Wild du Minnesota              | 25 ans |
|      |     |                  |                                |        |
| A    | 9   | Jay McClement    | Blues de Saint-Louis           | 24 ans |
| A    | 10  | Jordan Staal     | Penguins de Pittsburgh         | 19 ans |
| A    | 11  | Justin Williams  | Hurricanes de la Caroline      | 26 ans |
| A    | 12  | Eric Staal       | Hurricanes de la Caroline      | 23 ans |
| A    | 13  | Mike Cammalleri  | Kings de Los Angeles           | 25 ans |
| A    | 16  | Jonathan Toews   | Fighting Sioux de North Dakota | 19 ans |
| A    | 18  | Matthew Lombardi | Flames de Calgary              | 25 ans |
| A    | 19  | Shane Doan (C)   | Coyotes de Phoenix             | 31 ans |
| A    | 20  | Colby Armstrong  | Penguins de Pittsburgh         | 25 ans |
| A    | 21  | Jamal Mayers     | Blues de Saint-Louis           | 33 ans |
| A    | 25  | Jason Chimera    | Blue Jackets de Columbus       | 28 ans |
| A    | 61  | Rick Nash        | Blue Jackets de Columbus       | 23 ans |

#### Médaille d'argent
La Finlande a utilisé un total de 25 joueurs dont la liste est présentée ci-dessous. L'encadrement de l'équipe a été le suivant : Erkka Westerlund (entraîneur-chef) assisté de Hannu Virta, Risto Dufva (entraîneurs adjoints), Jari Rautiainen, Harri Hakkarainen (docteurs de l'équipe), Kari Virpio, Juha Sulin et Kari Brusin.
| Pos. | No. | Joueur               | Équipe                   | Âge    |
| ---- | --- | -------------------- | ------------------------ | ------ |
| G    | 30  | Fredrik Norrena      | Blue Jackets de Columbus | 34 ans |
| G    | 32  | Kari Lehtonen        | Thrashers d'Atlanta      | 24 ans |
| G    | 35  | Sinuhe Wallinheimo   | JYP Jyväskylä            | 35 ans |
|      |     |                      |                          |        |
| D    | 3   | Petteri Nummelin     | Wild du Minnesota        | 35 ans |
| D    | 4   | Ville Koistinen      | Admirals de Milwaukee    | 25 ans |
| D    | 5   | Lasse Kukkonen       | Flyers de Philadelphie   | 26 ans |
| D    | 7   | Aki-Petteri Berg     | TPS Turku                | 30 ans |
| D    | 18  | Tuukka Mäntylä       | Tappara Tampere          | 26 ans |
| D    | 33  | Pekka Saravo         | Luleå HF                 | 28 ans |
| D    | 34  | Toni Söderholm       | SC Bern                  | 29 ans |
| D    | 44  | Jukka-Pekka Laamanen | Kärpät Oulu              | 31 ans |
|      |     |                      |                          |        |
| A    | 9   | Mikko Koivu          | Wild du Minnesota        | 24 ans |
| A    | 10  | Sean Bergenheim      | Frölunda HC              | 23 ans |
| A    | 15  | Tuomo Ruutu          | Blackhawks de Chicago    | 24 ans |
| A    | 16  | Ville Peltonen       | Panthers de la Floride   | 34 ans |
| A    | 20  | Antti Miettinen      | Stars de Dallas          | 27 ans |
| A    | 22  | Mika Pyörälä         | Kärpät Oulu              | 26 ans |
| A    | 24  | Jari Viuhkola        | Kärpät Oulu              | 27 ans |
| A    | 25  | Jukka Hentunen       | HC Lugano                | 33 ans |
| A    | 26  | Jere Lehtinen        | Stars de Dallas          | 34 ans |
| A    | 27  | Timo Pärssinen       | Timrå IK                 | 30 ans |
| A    | 37  | Jarkko Ruutu         | Penguins de Pittsburgh   | 32 ans |
| A    | 39  | Niko Kapanen         | Coyotes de Phoenix       | 29 ans |
| A    | 41  | Petri Kontiola       | Tappara Tampere          | 23 ans |
| A    | 71  | Tomi Kallio          | Frölunda HC              | 30 ans |

#### Médaille de bronze
Les 23 russes ont été guidés par l'entraîneur en chef, Viatcheslav Bykov assisté de Igor Zakharkine et Sergueï Nemtchinov ses assistants, Igor Touzik le directeur général de l'équipe, Vladimir Merinov responsable du matériel, Andreï Chalev, Konstantin Rogatine, Egor Kozlov et Valeri Konov docteurs de l'équipe et Anatoli Boukatine.
| Pos. | No. | Joueur                | Équipe                    | Âge    |
| ---- | --- | --------------------- | ------------------------- | ------ |
| G    | 30  | Aleksandr Ieriomenko  | AK Bars Kazan             | 27 ans |
| G    | 57  | Konstantine Barouline | Khimik Moskovskaïa Oblast | 23 ans |
| G    | 83  | Vassili Kochetchkine  | Lada Togliatti            | 24 ans |
|      |     |                       |                           |        |
| D    | 3   | Alekseï Iemeline      | Lada Togliatti            | 21 ans |
| D    | 5   | Ilia Nikouline        | Ak Bars Kazan             | 25 ans |
| D    | 6   | Maksim Kondratiev     | Lada Togliatti            | 24 ans |
| D    | 7   | Denis Grebechkov      | Lokomotiv Iaroslavl       | 24 ans |
| D    | 27  | Vitali Atiouchov      | Metallourg Magnitogorsk   | 28 ans |
| D    | 45  | Vitali Prochkine      | Ak Bars Kazan             | 31 ans |
| D    | 52  | Andreï Markov         | Canadiens de Montréal     | 29 ans |
| D    | 55  | Sergueï Gontchar      | Penguins de Pittsburgh    | 33 ans |
|      |     |                       |                           |        |
| A    | 8   | Aleksandr Ovetchkine  | Capitals de Washington    | 22 ans |
| A    | 11  | Ievgueni Malkine      | Penguins de Pittsburgh    | 21 ans |
| A    | 12  | Danis Zaripov         | Ak Bars Kazan             | 26 ans |
| A    | 13  | Ivan Nepriaïev        | Lokomotiv Iaroslavl       | 25 ans |
| A    | 15  | Nikolaï Kouliomine    | Metallourg Magnitogorsk   | 21 ans |
| A    | 21  | Aleksandr Kharitonov  | HK Dinamo Moscou          | 31 ans |
| A    | 22  | Aleksandr Radoulov    | Predators de Nashville    | 21 ans |
| A    | 24  | Aleksandr Frolov      | Kings de Los Angeles      | 25 ans |
| A    | 25  | Piotr Stchastlivy     | Khimik Moskovskaïa Oblast | 28 ans |
| A    | 42  | Sergueï Zinoviev      | Ak Bars Kazan             | 27 ans |
| A    | 71  | Ilia Kovaltchouk      | Thrashers d'Atlanta       | 24 ans |
| A    | 95  | Alekseï Morozov       | Ak Bars Kazan             | 30 ans |

## Division I
Les équipes sont séparées en deux groupes de six. Chaque équipe affronte celles du même groupe une fois et les meilleures de chaque groupe sont promues en division supérieure, les moins bonnes sont reléguées dans une division inférieure.

### Composition des groupes
| Groupe A                                                     | Groupe B                                                             |
| ------------------------------------------------------------ | -------------------------------------------------------------------- |
| - Chine - Estonie - France - Kazakhstan - Pays-Bas - Pologne | - Grande-Bretagne - Hongrie - Japon - Lituanie - Roumanie - Slovénie |

### Résultats
Groupe A
| Équipe     | Chine | Estonie | France  | Kazakhstan | Pays-Bas | Pologne |
| ---------- | ----- | ------- | ------- | ---------- | -------- | ------- |
| Chine      |       | 4-5     | 0-10    | 0-12       | 3-9      | 1-9     |
| Estonie    | 5-4   |         | 4-3 (P) | 1-2        | 3-4 (P)  | 3-4 (P) |
| France     | 10-0  | 3-4 (P) |         | 3-1        | 4-2      | 4-0     |
| Kazakhstan | 12-0  | 2-1     | 1-3     |            | 5-2      | 2-5     |
| Pays-Bas   | 9-3   | 4-3 (P) | 2-4     | 2-5        |          | 3-4 (P) |
| Pologne    | 9-1   | 4-3 (P) | 0-4     | 5-2        | 4-3 (P)  |         |

| Équipe     | PJ | V | VP | DP | P | BP | BC | PTS |
| ---------- | -- | - | -- | -- | - | -- | -- | --- |
| France     | 5  | 4 | 0  | 1  | 0 | 24 | 7  | 13  |
| Pologne    | 5  | 2 | 2  | 0  | 1 | 22 | 13 | 10  |
| Kazakhstan | 5  | 3 | 0  | 0  | 2 | 22 | 11 | 9   |
| Estonie    | 5  | 1 | 1  | 2  | 1 | 13 | 13 | 7   |
| Pays-Bas   | 5  | 1 | 1  | 1  | 2 | 20 | 19 | 6   |
| Chine      | 5  | 0 | 0  | 0  | 5 | 8  | 45 | 0   |

Groupe B
| Équipe          | Grande-Bretagne | Hongrie | Japon   | Lituanie | Roumanie | Slovénie |
| --------------- | --------------- | ------- | ------- | -------- | -------- | -------- |
| Grande-Bretagne |                 | 2-4     | 4-3     | 2-3      | 6-1      | 0-4      |
| Hongrie         | 4-2             |         | 4-3 (P) | 6-1      | 5-3      | 1-4      |
| Japon           | 3-4             | 3-4 (P) |         | 6-2      | 6-5 (P)  | 1-7      |
| Lituanie        | 3-2             | 1-6     | 2-6     |          | 5-2      | 2-4      |
| Roumanie        | 1-6             | 3-5     | 5-6 (P) | 2-5      |          | 1-10     |
| Slovénie        | 4-0             | 4-1     | 7-1     | 4-2      | 10-1     |          |

| Équipe          | PJ | V | VP | DP | P | BP | BC | PTS |
| --------------- | -- | - | -- | -- | - | -- | -- | --- |
| Slovénie        | 5  | 5 | 0  | 0  | 0 | 29 | 5  | 15  |
| Hongrie         | 5  | 3 | 1  | 0  | 1 | 20 | 13 | 11  |
| Japon           | 5  | 1 | 1  | 1  | 2 | 19 | 22 | 6   |
| Grande-Bretagne | 5  | 2 | 0  | 0  | 3 | 14 | 15 | 6   |
| Lituanie        | 5  | 2 | 0  | 0  | 3 | 13 | 20 | 6   |
| Roumanie        | 5  | 0 | 0  | 1  | 4 | 12 | 32 | 1   |

### Bilan
La Slovénie et la France accèderont au groupe "élite" pour l'édition 2008, la Chine et la Roumanie sont rétrogradées en division II,.

## Division II

### Composition des groupes
Les équipes sont séparées en deux groupes de six. Chaque équipe affronte toutes les autres du même groupe une fois et les meilleures de chaque groupe sont promues en division supérieure, les moins bonnes sont reléguées dans la division inférieure. L'équipe de Serbie remplace celle de Serbie-Montenegro.
| Groupe A                                                     | Groupe B                                                                |
| ------------------------------------------------------------ | ----------------------------------------------------------------------- |
| - Belgique - Bulgarie - Croatie - Espagne - Serbie - Turquie | - Australie - Islande - Israël - Corée du Sud - Mexique - Corée du Nord |

### Résultats
Groupe A
| Équipe   | Belgique | Bulgarie | Croatie | Espagne | Serbie | Turquie |
| -------- | -------- | -------- | ------- | ------- | ------ | ------- |
| Belgique |          | 6-0      | 4-13    | 3-2     | 2-1    | 10-2    |
| Bulgarie | 0-6      |          | 2-10    | 0-4     | 1-7    | 7-5     |
| Croatie  | 13-4     | 10-2     |         | 8-2     | 2-0    | 25-2    |
| Espagne  | 2-3      | 4-0      | 2-8     |         | 7-4    | 10-2    |
| Serbie   | 1-2      | 7-1      | 0-2     | 4-7     |        | 6-4     |
| Turquie  | 2-10     | 5-7      | 2-25    | 2-10    | 4-6    |         |

| Équipe   | PJ | V | D | BP | BC | PTS |
| -------- | -- | - | - | -- | -- | --- |
| Croatie  | 5  | 5 | 0 | 58 | 10 | 15  |
| Belgique | 5  | 4 | 1 | 25 | 18 | 12  |
| Espagne  | 5  | 3 | 2 | 25 | 17 | 9   |
| Serbie   | 5  | 2 | 3 | 18 | 16 | 6   |
| Bulgarie | 5  | 1 | 4 | 10 | 32 | 3   |
| Turquie  | 5  | 0 | 5 | 15 | 58 | 0   |

Groupe B
| Équipe       | Australie | Islande | Israël | Corée du Sud | Mexique |
| ------------ | --------- | ------- | ------ | ------------ | ------- |
| Australie    |           | 5-3     | 4-1    | 4-5          | 12-2    |
| Islande      | 3-5       |         | 1-5    | 2-17         | 3-2     |
| Israël       | 1-4       | 5-1     |        | 2-5          | 3-1     |
| Corée du Sud | 5-4       | 17-2    | 5-2    |              | 6-1     |
| Mexique      | 2-12      | 2-3     | 1-3    | 1-6          |         |

| Équipe       | PJ | V | D | BP | BC | PTS |
| ------------ | -- | - | - | -- | -- | --- |
| Corée du Sud | 4  | 4 | 0 | 33 | 9  | 12  |
| Australie    | 4  | 3 | 1 | 25 | 11 | 9   |
| Israël       | 4  | 2 | 2 | 11 | 11 | 3   |
| Islande      | 4  | 1 | 3 | 9  | 29 | 3   |
| Mexique      | 4  | 0 | 4 | 6  | 24 | 0   |

### Bilan
La Croatie et la Corée du Sud accèderont à la division I pour l'édition 2008 alors que la Corée du Nord, qui n'a pas participé, et la Turquie sont rétrogradées en division III,.

## Division III

### Composition
La division III fonctionne de la même façon que les divisions I et II à deux différences près : il n'existe qu'un seul groupe et il n'y a pas de relégation possible. C'est la première participation de la Mongolie au championnat du monde.
- Arménie
- Irlande
- Luxembourg
- Mongolie
- Nouvelle-Zélande
- Afrique du Sud

### Résultats
| Équipe           | Irlande | Luxembourg | Mongolie | Nouvelle-Zélande | Afrique du Sud |
| ---------------- | ------- | ---------- | -------- | ---------------- | -------------- |
| Irlande          |         | 4-3 (P)    | 11-0     | 2-4              | 3-1            |
| Luxembourg       | 3-4 (P) |            | 10-1     | 3-8              | 5-2            |
| Mongolie         | 0-11    | 1-10       |          | 1-10             | 1-14           |
| Nouvelle-Zélande | 4-2     | 8-3        | 10-1     |                  | 7-0            |
| Afrique du Sud   | 1-3     | 2-5        | 14-1     | 0-7              |                |

| Équipe           | PJ           | V            | VP           | DP           | P            | BP           | BC           | PTS          |
| ---------------- | ------------ | ------------ | ------------ | ------------ | ------------ | ------------ | ------------ | ------------ |
| Nouvelle-Zélande | 4            | 4            | 0            | 0            | 0            | 29           | 6            | 12           |
| Irlande          | 4            | 2            | 1            | 0            | 1            | 20           | 8            | 8            |
| Luxembourg       | 4            | 2            | 0            | 1            | 1            | 21           | 15           | 7            |
| Afrique du Sud   | 4            | 1            | 0            | 0            | 3            | 17           | 16           | 3            |
| Mongolie         | 4            | 0            | 0            | 0            | 4            | 3            | 45           | 0            |
| Arménie          | N'a pas joué | N'a pas joué | N'a pas joué | N'a pas joué | N'a pas joué | N'a pas joué | N'a pas joué | N'a pas joué |

### Bilan
La Nouvelle-Zélande et l'Irlande gagnent donc leur ticket pour la division II pour l'édition 2008.